# George Mason Memorial
Het George Mason Memorial is een monument in Washington D.C. gebouwd ter herinnering aan George Mason, een van de Founding Fathers. George Mason schreef de Virginia-verklaring van rechten (Virginia Declaration of Rights) en was gedelegeerde van de staat Virginia bij de Constitutional Convention in 1787. Mason wordt vaak de "vergeten grondlegger" genoemd.
In 1990 werd besloten tot de bouw van het monument. Met de bouw van het monument werd op 18 oktober 2000 begonnen. Het monument werd op 9 april 2002 onthuld. Het monument wordt beheerd door de National Park Service.
Men koos voor een locatie dicht bij het Jefferson Memorial in het zuidelijkste deel van het West Potomac Park. De landschapsarchitect Faye B. Harwell en beeldhouwster Wendy M. Ross maakten het ontwerp. Het monument bestaat uit een 22 meter lange stenen muur met daarvoor een beeld van de zittende Mason, een derde groter dan hij in werkelijkheid was. Mason heeft zijn benen over elkaar en leunt op zijn linkerarm. Rechts van hem, op de bank, liggen zijn hoed en wandelstok. Links van hem liggen twee boeken. Voor het monument bevindt zich een ovale vijver.